# Kuwanaspis linearis
Kuwanaspis linearis är en insektsart som först beskrevs av Green 1922.  Kuwanaspis linearis ingår i släktet Kuwanaspis och familjen pansarsköldlöss. Inga underarter finns listade i Catalogue of Life.